# Morag
Morag (hebrejsky: מורג, podle zemědělského nástroje "smyk na mlácení" zmiňovaného v bibli - například Kniha Izajáš 41,15) byl mošav a izraelská osada v bloku osad Guš Katif, v jihozápadním cípu Pásma Gazy, která byla evakuována v rámci Izraelského plánu jednostranného stažení v roce 2005.

## Dějiny
Mošav Morag byl založen 29. května 1972, jako předsunuté vojensko-civilní stanoviště typu Nachal. V rámci bloku Guš Katif šlo o sídlo situované nejvíce k jihu, respektive nejdál od pobřeží Středozemního moře. Na ryze civilní obec byl proměněn po jeho demilitarizování v roce 1983. Morag se stal zemědělským mošavem s náboženskou orientací. Osadu založila organizace ha-Po'el ha-Mizrachi. Obyvatelé se živili zemědělstvím, zejména pěstováním květin a zeleniny ve sklenících. Během Druhé intifády se bezpečnostní situace v okolí vesnice výrazně zhoršila. Ještě počátkem 21. století zde ale pokračoval stavební ruch a byla dokončena budova synagogy.
Obyvatelé osady Morag byli v létě roku 2005 nuceně vystěhováni izraelskou armádou a izraelskou policií v rámci plánu jednostranného stažení. Krátce na to byly jejich domy zdemolovány a oblast předána pod správu Palestinců.
Na místě zbořené osady Morag se v roce 2005 plánovala výstavba palestinského města Šejch Kalífa City, jehož výstavbu měl financovat prezident Spojených arabských emirátů Chalífa bin Sajíd Al Nahaján. V říjnu 2005 byl dokonce položen základní kámen k novému městu.

## Demografie
Obyvatelstvo obce Morag bylo v databázi rady Ješa popisováno jako nábožensky založené. Šlo o menší sídlo vesnického typu. K 31. prosinci 2004 zde žilo 221 lidí. Během roku 2004 populace obce vzrostla o 18,8 %.
| Rok            | 1999 | 2000 | 2001 | 2002 | 2003 | 2004 |
| -------------- | ---- | ---- | ---- | ---- | ---- | ---- |
| Počet obyvatel | 142  | 146  | 151  | 170  | 186  | 221  |